# Мухаммад XIII аз-Загалл
Абу Абдаллах Мухаммад XIII аз-Загалл (араб. أبو عبد الله محمد الثالث عشر; бл. 1444 — бл. 1494) — 23-й емір Гранадського емірату в 1485—1487 роках. Його лакаб аз-Загалл перекладається як «Хоробрий».

## Життєпис
Походив з династії Насрідів. Син Саїда I, володаря Гранади. Народився близько 1444 року. Після захоплення батьком трону Гранадського емірату у 1454 році перебирається до Гранади.
У 1464 році після сходження брата Абу'л-Гасана Алі на трон долучився до державних справ. У 1482 році підтримав останнього, коли почали повстання еміра Мухаммад і Юсуф. Внаслідок поразки Абу'л-Гасана Алі втік разом з ним до Альмерії.
У 1483 році після відновлення брата на троні через деякий час набув переважної ваги в еміраті, оскільки Абу'л-Гасан Алі тяжко захворів. Втім не зміг протидіяти наступу кастильських військ, які протягом 1483—1485 років захопили міста Утрерра, Саара, Сетеніл, Ронда, Марбелья.
Зрештою 1485 року Мухаммад повалив брата, ставши новим еміром. Втім наступ ворога тривав, внаслідок чого було втрачено фортеці Амару, Коїн, Картаму. У запеклій битві біля Мокліна, що тривала з 31 жовтня по 3 вересня 1485 року Мухаммад XIII завдав поразки кастильському війську.
1486 року кастильці захопили місто Камбіль і фортецю Лоха. Водночас було звільнено з полону Мухаммада XII, якого кастильський уряд надав війська та гроші. Останній почав наступ проти Мухаммада XIII, який втратив Вегу-ді-Гранаду. Також кастильське військо захопило міста Ельвіру і Моклін, замки Монтефріо і Коломера. Зрештою емір втік до Гуадікса, а Гранаду зайняв Мухаммад XII. Проте Мухаммад XIII, продовжив спротив. Звернення по допомогу до султанів Марокко, Тлемсену і Єгипту не мали результату. У серпні 1487 року кастильці захопили Малагу, Ахарію і Велес-Малагу, у грудні 1489 року — Басу.
1490 року продав Кастилії міста Альмерію і Гуадікс за 5 млн. мараведі. 1491 року перебрався до Магрибу, де був схоплений та осліплений за наказом султана Мухаммада аш-Шейха. Помер в Тлемсені близько 1494 року.